# Беловецкая, Зинаида Ивановна
Зинаида Ивановна Беловецкая (в замужестве — Плишкина; род. 10 ноября 1939, Северодвинск, Архангельская область) — советская пловчиха. Участница летних Олимпийских игр 1960 года.

## Биография
Зинаида Беловецкая родилась 10 ноября 1939 года в городе Северодвинск Архангельской области.
В 1956—1958 годах выступала в соревнованиях по плаванию за горьковское «Динамо», в 1959—1966 годах — за московское «Динамо». Тренировалась под началом Иосифа Махина и Ольги Логуновой.
Завоевала 10 медалей чемпионата СССР. Дважды выигрывала золото в комбинированной эстафете 4х100 метров (1956—1957), один раз — на дистанции 100 метров баттерфляем (1956). Трижды была серебряным призёром на 100-метровке баттерфляем (1957, 1959—1960). Два раза завоёвывала бронзу на 100-метровке баттерфляем (1958, 1962), по разу — в комплексном плавании на 400 метров (1962) и на 200-метровке баттерфляем (1966).
Дважды была рекордсменкой СССР: 8 августа 1960 года в Москве в комбинированной эстафете 4х100 метров (4 минуты 53,5 секунды) и 27 января 1966 года в Таллине на дистанции 200 метров баттерфляем (2.41,6).
В 1959—1963 годах входила в состав сборной СССР.
В 1960 году вошла в состав сборной СССР на летних Олимпийских играх в Риме. На дистанции 100 метров баттерфляем в полуфинале заняла 2-е место с результатом 1 минута 12,6 секунды, в финале - 6-е место (1.13,3), уступив 3,8 секунды завоевавшей золото с олимпийским рекордом Каролин Шулер из США. В эстафете 4х100 метров комплексным плаванием сборная СССР, за которую также выступали Лариса Викторова, Людмила Коробова, Марина Шамаль и Валентина Позняк, в полуфинале заняла 2-е место (4.54,4), в финале — последнее, 8-е (4.58,1), уступив 17 секунд завоевавшей золото сборной США.
Мастер спорта СССР.
Окончила Высшую школу тренеров.

## Семья
Сын — Дмитрий Викторович Беловецкий (род. 1961), советский и российский журналист, спортивный функционер. Мастер спорта по самбо. Президент Федерации сумо России в 2017—2019 годах.